# Zvánovice
Zvánovice är en ort i Tjeckien.   Den ligger i regionen Mellersta Böhmen, i den centrala delen av landet, 30 km sydost om huvudstaden Prag. Zvánovice ligger 435 meter över havet och antalet invånare är 331.
Terrängen runt Zvánovice är platt. Runt Zvánovice är det ganska tätbefolkat, med 54 invånare per kvadratkilometer. Närmaste större samhälle är Benešov, 18,0 km söder om Zvánovice. I omgivningarna runt Zvánovice växer i huvudsak blandskog.